# Горка (деревня, Рыбинское сельское поселение)
 Горка  — деревня в Максатихинском районе Тверской области. Входит в состав Рыбинского сельского поселения.

## География
Находится в северо-восточной части Тверской области на расстоянии приблизительно 5 км по прямой на запад от районного центра поселка Максатиха.

## История
Деревня была отмечена еще на карте 1825 года. В 1859 году здесь (тогда деревня Вышневолоцкого уезда Тверской губернии) было учтено 14 дворов, в 1940 — 44. До 2014 года входила в Ручковское сельское поселение до его упразднения.

## Население
Численность населения: 110 человек (1859 год), 93 (русские 96 %) в 2002 году, 65 в 2010.